# Perdita morula
Perdita morula är en biart som beskrevs av Timberlake 1980. Perdita morula ingår i släktet Perdita och familjen grävbin. Inga underarter finns listade i Catalogue of Life.